# Élan béarnais Pau-Lacq-Orthez (féminin)
Maillots
La section féminine de l'Élan béarnais Pau-Lacq-Orthez (EBPLO), a été créée en 2008.
Elle prend la suite du Mourenx Basket Club qui dépose son bilan en juin 2008. Le club repart alors en Nationale 3 féminine.
En mai 2014, les dirigeants du club ont décidé d'abandonner leur place en Ligue 2 pour la saison 2014-2015 ; le club repart donc en prénationale.

## Historique
- 2008 : création du club et niveau Nationale 3 féminine ; championnes de France ;
- 2009/2010 : Nationale 2 féminine.
- 2011-2012 : Champion de Nationale 1
- 2012-2013 : 4e de la saison régulière de Ligue 2, participation au Final Four de Nice achevé à la 3e place.
- 2013-2014 : 4e de la saison régulière de Ligue 2, participation au Final Four à Calais achevé à la 3e place.

## Palmarès
Mourenx BC
- quatre montées en six ans entre 1999 et 2005
- Montée en ligue féminine de basket-ball (LFB) pour la saison 2005-2006.
- Demi-finaliste de la Coupe de France : 2005

EBPLO
- Championnes de France NF3 2008/2009
- Championnes de France NF1 2011/2012
- Montée en Ligue 2 pour la saison 2012/2013
- Médaille de bronze LF2 : 2012/2013
- Médaille de bronze LF2 : 2013/2014
- Championnes Pré Nationale Aquitaine : 2014/2015
- Vainqueurs Trophée coupe d'Aquitaine : 2014/2015

## Entraîneurs successifs
- 2008-2014 : Aurélie Lopez
- 2014-2016 : Rafaël Esteban
- 2016-2018 : Martha Chrzanowski
- 2018- ....    : Guillaume Moulia

## Effectifs successifs

### Effectif 2013-2014
- Entraîneur : Aurélie Lopez

| Numéro | Nom                | Taille | Date de naissance | Nationalité    | Poste      |
|        | Marion Arfelis     | 1,86 m | 1991              | France         | Ailière    |
|        | Julia Borde        | 1,86 m | 1992              | France         | Arrière    |
|        | Vélia Bosch        | 1,66 m | 1987              | France         | Meneuse    |
|        | Lakevia Boykin     | 1,75 m | 1991              | États-Unis     | Arrière    |
|        | Martha Chrzanowski | 1,85 m | 1983              | France         | Intérieure |
|        | Mariame Dia        | 1,85 m | 1978              | France         | Intérieure |
|        | Awa Guèye          | 1,82 m | 1978              | Sénégal France | Ailière    |
|        | Émilienne Vidal    | 1,81 m | 1991              | France         | Intérieure |

### Effectif 2012-2013
Président : Claude Barou Dagues
Entraîneur : Aurélie Lopez
| Numéro | Nom                | Taille | Date de naissance | Nationalité    | Poste      |
|        | Marion Arfelis     | 1,86 m | 1991              | France         | Ailière    |
|        | Julia Borde        | 1,86 m | 1992              | France         | Arrière    |
|        | Vélia Bosch        | 1,66 m | 1987              | France         | Meneuse    |
|        | Ingrid Bunel       | 1,74 m | 1987              | France         | Meneuse    |
|        | Martha Chrzanowski | 1,85 m | 1983              | France         | Intérieure |
|        | Mariame Dia        | 1,85 m | 1978              | France         | Intérieure |
|        | Awa Guèye          | 1,82 m | 1978              | Sénégal France | Ailière    |
|        | Laurie Lapeyre     | 1,78 m | 1987              | France         | Ailière    |
|        | Janeka Lopp        | 1,82 m | 1991              | États-Unis     | Arrière    |
|        | Émilienne Vidal    | 1,81 m | 1991              | France         | Intérieure |

### Effectif 2009-2010
Président : Didier Gadou
Entraîneur : Aurélie Lopez
Assistants : Laurent Finana et Steeve Nardozzi
| Numéro | Nom                | Taille | Nationalité | Poste      |
| 4      | Manon Cazobon      |        | France      | Ailière    |
| 5      | Johanna Pontie     |        | France      |            |
| 6      | Agathe Degorces    |        | France      |            |
| 7      | Émilie Liseron     |        |             |            |
| 9      | Géraldine Murillo  |        | France      |            |
| 10     | Jessica Saubot     |        | France      |            |
| 11     | Émilienne Vidal    |        | France      |            |
| 12     | Margaux Frêslon    |        | France      |            |
| 14     | Martha Chrzanowski |        | France      | Intérieure |
| 15     | Gunita Viksna      |        |             |            |

## Joueuses célèbres ou marquantes
Mourenx BC
- Tamika Whitmore
- Polina Tzekova